# Sabina Grzegorzewska

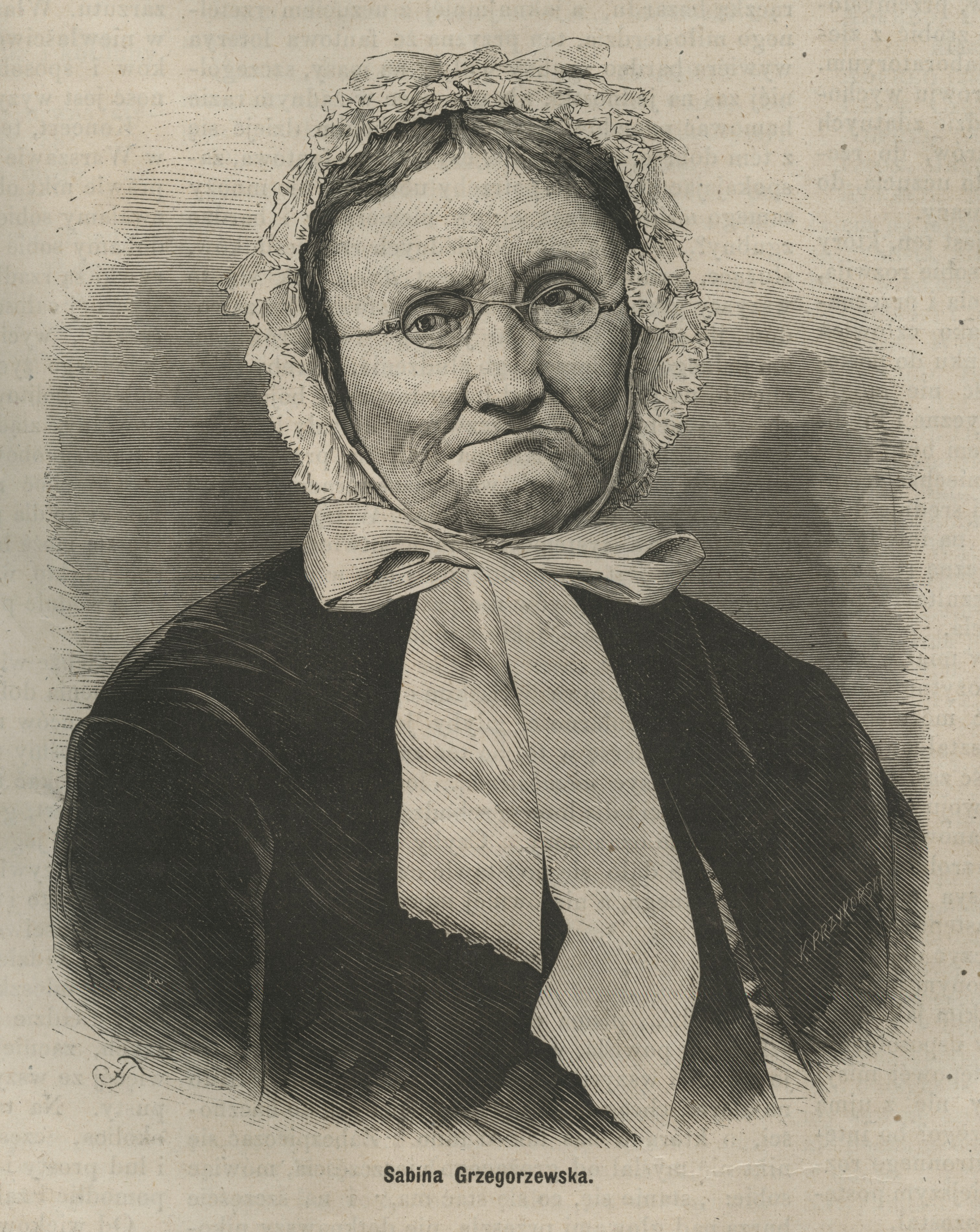
Sabina Grzegorzewska

Sabina Grzegorzewska de domo Gostkowska (ur. 18 stycznia 1808 w Marzęcinie, zm. 26 czerwca 1872 w Warszawie) – polska pamiętnikarka.
Uczestniczka życia umysłowego Warszawy; prowadziła salon literacki. W 1832 poślubiła Aleksandra Grzegorzewskiego, skazanego później na konfiskatę majątku oraz zesłanie (pisarka sama wychowała kilkoro dzieci). Jest autorką pracy Wyjątek z rękopisu pod napisem „Wpływ kobiet na rozwój duchowy człowieczeństwa” opublikowanej w 1855 w „Bibliotece Warszawskiej”, w której przedstawiła konserwatywne stanowisko ws. kształcenia kobiet. 
Drukiem ukazały się jej wspomnienia z dzieciństwa spędzonego w Galicji (1856; osobne wyd. 1889) oraz Dziesięć dni w Puławach w r. 1828 (1898). Spisała dzieje małżeństwa Konstantego Sobieskiego publikowane w latach 1861-1863 w Kółku Domowym pt. Wspomnienia rodzinne, wydanych osobno pt. Pamiętnika o Marii Wesslównie, królewiczowej Konstantowej Sobieskiej (1886).